# Erdei bölény
Az erdei bölény (Bison bison athabascae) az emlősök (Mammalia) osztályának párosujjú patások (Artiodactyla) rendjébe, ezen belül a tülkösszarvúak (Bovidae) családjába és a tulokformák (Bovinae) alcsaládjába tartozó amerikai bölény (Bison bison) egyik alfaja.

## Előfordulása
Az erdei bölény eredeti előfordulási területe Alaszka, a Yukon territórium, az Északnyugati területek nyugati része, az Északkelet-Brit Columbia, Észak-Alberta északi része, és Északnyugat-Saskatchewan. Az erdei bölény az észak-amerikai tajga legnagyobb méretű lakója volt.

## Megjelenése
Az erdei bölényt a másik alfajtól, az úgynevezett síksági bölénytől (Bison bison bison) a hátán levő nagy púpja, azaz magasabb marja különbözteti meg. A legnagyobb bika elérheti a 335 centiméteres hosszt, a 201 cm marmagasságot és az 1179 kilogrammot; farka 95 cm lehet. Ezekkel a méretekkel a világ egyik legnagyobb ma is létező tülkösszarvúja, valamint Észak-Amerika legnagyobb szárazföldi állata.
Az erdei bölény legmagasabb pontja a mellső lábak előtt helyezkedik el, míg a síksági bölényé pont e lábak fölött. Szintén a síksági bölénytől eltérően szarvainak töve vastagabb, bundája sötétebb és gyapjasabb, mellső lábai kevésbé szőrösek, valamint szakálla kisebb és hegyesebb. A nyílt térségekben élő bölénynél azonban lassabban és kevesebb ideig képes futni.

## Veszélyeztetettsége és megmentése
Mivel a 20. század elejére majdnem kihalt, a megmaradt egyedeket megmentési célokból a síksági bölények közé helyezték el. Így hibrid állományok jöttek létre; talán örökre elveszítve az erdei bölény eredeti megjelenését. A hibridizáció, a vadászat és az orvvadászat mellett a különböző betegségek, például a brucellosis és a gümőkór (tbc), valamint a mezőgazdasági tevékenységek is hozzátettek a veszélyeztetettségi státuszához.
A kanadaiaknak azonban sikerült körülbelül 100 év alatt 2500 főre növelniük az állományt. 2008 és 2015 között többször is visszatelepítették Alaszkába. 2006 és 2011 között Szibériába is visszatelepítették. Az orosz állomány 2020-ra 120 egyedre szaporodott.

## Fordítás
- Ez a szócikk részben vagy egészben  a   Wood bison című angol Wikipédia-szócikk ezen változatának fordításán alapul.  Az eredeti cikk szerkesztőit annak laptörténete sorolja fel. Ez a jelzés csupán a megfogalmazás eredetét és a szerzői jogokat jelzi, nem szolgál a cikkben szereplő információk forrásmegjelöléseként.